# Страсбург (Міссурі)
Страсбург (англ. Strasburg) — місто (англ. city) в США, в окрузі Кесс штату Міссурі. Населення — 107 осіб (2020).

## Географія
Страсбург розташований за координатами 38°45′36″ пн. ш. 94°9′53″ зх. д. / 38.76000° пн. ш. 94.16472° зх. д. (38.759888, -94.164837).  За даними Бюро перепису населення США в 2010 році місто мало площу 0,50 км², уся площа — суходіл.

## Демографія
Згідно з переписом 2010 року, у місті мешкала 141 особа в 54 домогосподарствах у складі 41 родини. Густота населення становила 280 осіб/км².  Було 58 помешкань (115/км²).
Расовий склад населення:
| - 100,0 % — білих |

До двох чи більше рас належало 0,0 %. Частка іспаномовних становила 0,0 % від усіх жителів.
За віковим діапазоном населення розподілялося таким чином: 24,8 % — особи молодші 18 років, 61,7 % — особи у віці 18—64 років, 13,5 % — особи у віці 65 років та старші. Медіана віку мешканця становила 35,8 року. На 100 осіб жіночої статі у місті припадало 123,8 чоловіків;  на 100 жінок у віці від 18 років та старших — 130,4 чоловіків також старших 18 років.
Середній дохід на одне домашнє господарство  становив 45 551 долар США (медіана — 42 813), а середній дохід на одну сім'ю — 43 439 доларів (медіана — 34 583). Медіана доходів становила 31 875 доларів для чоловіків та 28 864 долари для жінок. За межею бідності перебувало 13,3 % осіб, у тому числі 2,8 % дітей у віці до 18 років та 20,0 % осіб у віці 65 років та старших.
Цивільне працевлаштоване населення становило 76 осіб. Основні галузі зайнятості: освіта, охорона здоров'я та соціальна допомога — 19,7 %, роздрібна торгівля — 17,1 %, виробництво — 17,1 %.